# Claude-Émile Perret de la Menue
Pour les articles homonymes, voir Perret.
Claude-Émile Perret de la Menue, né le 21 juillet 1810 à Saint-Symphorien-sur-Coise et mort le 23 mai 1889  à Lyon, est un architecte et écrivain français.

## Biographie
Fils de Jean-Matthieu Perret de la Menue, chevalier et ex-capitaine d'artillerie de la garde impériale, Claude-Émile Perret de la Menue étudie à l'école des beaux-arts de Lyon.
Le 3 décembre 1878 il est fait membre de l'Académie des sciences, belles-lettres et arts de Lyon de Lyon.

## Réalisations
Il réalise les travaux d'architecture suivants :
- église de Saint-Martin-Lestra ;
- hôpital de Gex ;
- avec Ernest Bizot :
  - églises de Pomeys et de Gex ;
  - hôtel de ville de Gex.

## Distinction
Il est membre de la société académique d'architecture de Lyon en 1852, de la société littéraire, historique et archéologique de Lyon dont il a été le président
en 1869. Il est aussi membre de l'académie des Sciences, Belles-Lettres et Arts de Lyon en 1878.